# Volker Halsch
Volker Halsch (* 9. Oktober 1964 in Fulda) ist ein ehemaliger deutscher Politiker (SPD) und Manager. Er arbeitet als Senior Advisor für die Wirtschaftsprüfungsgesellschaft PricewaterhouseCoopers (PwC) sowie deren Beratungstochter Strategy&.

## Ausbildung
Nach seinem Abitur an der Winfriedschule Fulda und der Wehrdienstzeit studierte er Politikwissenschaften, Soziologie und Volkswirtschaftslehre an den Universitäten Würzburg und Heidelberg. Im Jahr 1990 schloss er sein Studium mit dem Magisterexamen ab. 

## Beruflicher Werdegang
In den Jahren 1991 bis 1995 arbeitete er als Vorstandsassistent der hessischen SPD, danach zwei Jahre als Persönlicher Referent des Hessischen Ministerpräsidenten Hans Eichel. Von 1997 bis 1999 fungierte er als gewählter politischer Landesgeschäftsführer der hessischen SPD.
Im April 1999 wechselte Halsch ins Bundesfinanzministerium, zunächst als Chef des Leitungsstabs. In dieser Funktion formulierte er die Finanzpolitik der ersten Regierung Schröder mit, unter anderem das Haushaltssanierungsprogramm 1999 und die Steuerreform 2000. Im Jahr 2002 stieg Halsch mit 38 Jahren zum jüngsten beamteten Staatssekretär der Bundesregierung auf, verantwortete unter anderem die Steuerpolitik, die Bereiche Personal und Recht sowie die Bund-Länder-Finanzbeziehungen. Seine wichtigsten Projekte in dieser Zeit waren die Reform der Gemeindefinanzen (Gewerbesteuer) und der Rentenbesteuerung (nachgelagerte Besteuerung) sowie die Gestaltung des Finanzteils der Föderalismuskommission I.
Im Frühjahr 2006 schied Halsch aus dem Staatsdienst aus. Von 2007 bis April 2013 verantwortete er als Mitglied der Geschäftsleitung bei Vivento, einer Tochter der Deutschen Telekom AG, die Bereiche Geschäftsaufbau und -management sowie den Vertrieb. Von Mai 2013 bis Ende 2016 war er als Head of Public Sector bei der zum Bertelsmann-Konzern gehörenden arvato AG tätig. Von Januar 2017 bis Juni 2021 arbeitete er als Partner bei IBM, zuständig für das Beratungsgeschäft im deutschen öffentlichen Sektor. 
Halsch war in den Jahren 2003 bis 2006 Mitglied im Aufsichtsrat der Deutschen Bahn AG, von 2004 bis 2006 Mitglied im Aufsichtsrat der Deutschen Telekom AG. Von 2013 bis 2021 war er Vorsitzender des Aufsichtsrats der degewo. Er ist stellvertretender Sprecher des Managerkreises der Friedrich-Ebert-Stiftung.